# Чаплинский язык
Чаплинский язык (центрально-сибирский юпик) — язык юпикской группы эскимосско-алеутской семьи. Вместе с науканским языком образует юитскую подгруппу, на языках которой говорят азиатские эскимосы.

## Распространение
Распространён в России в посёлках Новое Чаплино, Сиреники, Провидения, Уэлькаль Чукотского автономного округа и на острове Святого Лаврентия (США). Число носителей на 1990-е годы — около 1600 человек (из них на территории России около 500).
В начале 1930-х годов большинство эскимосского населения Чукотского побережья говорило на чаплинском языке:5.

## Говоры
- Уназикский говор
- Аванский говор
- Имтукский говор
- Говор острова Святого Лаврентия — в США.

## Письменность
В 1848 году русским миссионером Н. Тыжновым был издан букварь эскимосского языка. Современная письменность на основе латинской графики была создана в 1932 году, когда вышел первый эскимосский (юитский) букварь. В 1937 году переведена на русскую графическую основу. Для обозначения увулярных согласных /q/ [к’], /ʀ/ [г’], /χ/ [х’], и заднеязычного /ŋ/ [н’] был введён знак апострофа ’, а для обозначения глухого [л̭] — диграф лъ. В 1982 году апостроф был заменён буквами ӄ, ӷ, ӽ и ӈ (например, самоназвание ун’азиг’мит стали записывать как уӈазиӷмит):5.
Современный эскимосский алфавит на основе кириллицы:
| А а   | (Б б) | В в   | Г г   | Ӷ ӷ   | (Д д) | (Е е) | (Ё ё) | (Ж ж) | З з | И и   |
| Й й   | К к   | Ӄ ӄ   | Л л   | Лъ лъ | М м   | Мъ мъ | Н н   | Нъ нъ | Ӈ ӈ | Ӈъ ӈъ |
| (О о) | П п   | Р р   | С с   | Т т   | У у   | Ў ў   | Ф ф   | Х х   | Ӽ ӽ | (Ц ц) |
| (Ч ч) | Ш ш   | (Щ щ) | (Ъ ъ) | Ы ы   | Ь ь   | (Э э) | Ю ю   | Я я   |     |       |

Буквы, заключённые в скобки, употребляются лишь в заимствованиях из русского и иных языков. 'Ъ' употребляется только в составе диграфов. Также известен глухой 'м', обозначающийся аналогично другим глухим диграфам — 'мъ', встречается в формах творительного, дательно-направительного, местного падежей слов с суффиксом -лӷун собирательного значения:
юлӷумъи 'в группе людей'. Здесь происходит оглушение 'м' с поглощением 'т': юк 'человек' + -лӷун → юлӷун 'группа людей'
юлӷун + -ми → *юлӷутми (слова на -лӷун ведут себя как именные основы 6 типа, при словоизменении которых конечный 'н' меняется на 'т'; звёздочка означает, что такой формы не существует на самом деле) → юлӷумъи

## Фонетика и фонология

### Фонетические ограничения
- Слово может начинаться с любого звука, кроме нъ, ш, з.
- Слово в исходной форме кончается на гласные а, и, у или согласные к, ӄ, н.
- В начале и конце слова не может быть более одного согласного.
- В середине слова не может быть более двух согласных рядом. Это ограничение не работает, если одна из них — ў:

аӷналъкўаӽаӄ
- Нигде в слове не может быть подряд более двух гласных.

### Фонетические явления

#### Ассимиляция
Полная:
юк 'человек' + -хаӄ (уменьшительный суффикс) → *юкхаӄ → юхаӄ 'человечек'
аӈья 'байдара' + -м (суфф. моя) + -т (суфф. мн. ч) + -нун (суфф. творительного падежа) → *аӈьямтнун → аӈьямнъун 'к нашей байдаре'
Частичная:
1. ӄ + р → ӷр: пыкутаӄ 'лопата' + -раӷаӄ → пыкутаграӷаӄ 'новая лопата'
2. к + р → гр: камык 'обувь' + -раӷаӄ → камыграӷаӄ 'новая обувь'
3. ӄ + н → ӷн: аӷвыӄ 'кит' + ниӄ (охотник на..) → аӷвыӷниӄ 'охотник на китов
4. к + н → гн: каўак 'птица' + -ниӄ → каўагниӄ 'охотник на птиц'
5. т + к → тх: панат 'копья' + -кун (продольный падеж) → панатхун 'по копьям/вдоль копий'

Другие случаи:
- аӈьяӄ 'лодка' + -пак (увеличительный суффикс) → аӈьяӽпак 'пароход' (ӄ + п → ӽп)
- пытук 'привязь' + -вик (суффикс 'место') → пытугвик 'место привязи' (к + в → гв (озвончение))
- аткук 'кухлянка' + -ми (местный падеж) → аткугми 'на кухлянке' (к + м → гм)
- акин 'подушка' + -вак (увеличительный суффикс) → акитфак 'большая подушка'
- аӈьяӄ 'лодка' + -т- (множественное число) + -кун (продольный падеж) → *аӈьяӄткун (выпадает один из трёх согласных) → *аӈьяткун (ассимиляция [к] после [т] даёт [х]) → *аӈьятхун 'по лодкам'
- Уподобление увулярных и заднеязычных: иӷныӄ 'сын' + -кун → иӷныӽӄун 'по сыну'

#### Чередование согласных
1. ӄ/ӷ/ӽ иӷныӄ 'сын' → иӷныӷыт 'сыновья'; иӷныӷми 'у сына'; иӷныӽӄун 'по сыну'
2. к/г/х сикик 'евражка' → сикигыт 'евражки' → сикигмун 'к евражке'; сикихтун 'как евражка'
3. н/т акин 'подушка' → акитыт 'подушки'
манан 'удочка' → манатмыӈ 'удочкой'
4. в/ф/п юк 'человек' → юӽпак 'человечище'
аӈьяӄ 'лодка' → аӈьяӽпак 'пароход'
5. т/с кат- 'приезжать' → катуӄ 'приехал', но каскаӄ 'приехавший', каскуфси 'если вы приехали'

#### Соединительные гласные и согласные

##### Соединительный согласный ӈ
Между основой, оканчивающейся на гласный, и суффиксом, начинающимся на гласный.
нуна 'земля' + -ит 'их' → нунаӈит 'их земля'
Если основа оканчивается на н:
акин 'подушка' + -а 'его' → акитӈа 'его подушка'
Если суффикс начинается на ў:
ӄиргыся 'стекло' + -ўаӄ 'похожий на' → ӄиргысыӈўаӄ 'осколок стекла'

##### Соединительный гласный ы
Появляется при нарушении фонетических ограничений 3 и 4.
Два согласных в конце слова:
иӷныӄ 'сын' + -т → иӷныӷыт 'сыновья'
Три согласных в середине слова:
иӷныӄ 'сын' + -т + -кун → иӷныӽтыхун 'по сыновьям'